# Håkon Endreson
Håkon Riofe Endreson (* 16. Februar 1891 in Vestre Aker; † 18. März 1970 in Bærum) war ein norwegischer Turner.

## Erfolge
Håkon Endreson nahm 1920 an den Olympischen Spielen in Antwerpen teil. Bei diesen gehörte er zur norwegischen Turnriege im Wettbewerb, der nach dem sogenannten freien System ausgetragen wurde. Dabei traten nur zwei Mannschaften an, die aus 16 bis 40 Turnern bestehen und während des einstündigen Wettkampfs gleichzeitig antreten mussten. Es wurden die Ausführungen der geturnten Übungen an den Geräten bewertet, aber auch der Einmarsch zu Beginn und der Ausmarsch am Ende. Das Gesamtergebnis war ein Durchschnittswert der fünf Kampfrichterwertungen. Dabei kam es zum Duell gegen die einzige andere teilnehmende Turnriege aus Schweden, die den Wettbewerb mit 51,35 Punkten auf dem ersten Platz beendete und Olympiasieger wurde. Die Norweger schlossen den Wettkampf mit 48,55 Punkten auf dem zweiten Platz ab.
Endreson gewann damit zusammen mit Alf Aanning, Karl Aas, Jørgen Andersen, Gustav Bayer, Jørgen Bjørnstad, Asbjørn Bodahl, Eilert Bøhm, Trygve Bøyesen, Ingolf Davidsen, Jakob Erstad, Harald Færstad, Herman Helgesen, Peter Hol, Otto Johannessen, Johan Anker Johansen, Trygve Kristoffersen, Henrik Nielsen, Jacob Opdahl, Arthur Rydstrøm, Frithjof Sælen, Bjørn Skjærpe, Wilhelm Steffensen, Olav Sundal, Reidar Tønsberg und Lauritz Wigand-Larsen die Silbermedaille.